# Larkollen
Larkollen este o localitate din comuna Rygge, provincia Østfold, Norvegia, cu o suprafață de 1,51 km² și o populație de 1.510 locuitori (2013).